# Alessio Brana
Alessio Brana (in greco Ἀλέξιος Βρανᾶς?, Alexios Branas; Adrianopoli, ... – Costantinopoli, 1187) fu un nobile bizantino, aspirante usurpatore, e l'ultimo capo militare bizantino del XII secolo a ottenere un notevole successo contro un nemico straniero.

## Biografia
Alessio Brana fu un importante aristocratico greco, doppiamente legato alla famiglia imperiale dei Comneni. Era figlio di Michele Brana e di Maria Comnena, che era la pronipote di Alessio I Comneno, inoltre sposò Anna Vatatzaina, nipote di Manuele I Comneno. Anche la sorella di Anna, Teodora Vatatzaina, fu amante di Manuele. La famiglia Brana era importante nella città e nella regione di Adrianopoli fin dalla metà dell'XI secolo. Un'altra famiglia di spicco della stessa città era quella dei Vatatzes, Alessio Brana si era legato per matrimonio. Brana fu descritto da un contemporaneo come "uomo piccolo di statura ma grande di spirito e di capacità di comprensione, il che lo rende il miglior generale del suo tempo".

### Campagne militari
Brana fu uno dei pochi generali bizantini di rilievo a non ribellarsi mai ad Andronico I Comneno. Come ricompensa per la fedeltà, Brana fu elevato da Andronico I al titolo di protosebastos. Brana condusse diverse campagne di successo per suo conto, contro le forze di Béla III d'Ungheria nel 1183 durante la guerra bizantino-ungherese e contro una ribellione nell'Anatolia nord-occidentale guidata da Teodoro Cantacuzeno, con sede nelle città di Nicea, Prussa e Lopadion. Dopo la caduta di Andronico I e l'ascesa al trono di Isacco II Angelo, nel 1185, Brana ottenne il suo più grande successo in guerra combattendo contro gli invasori siculo-normanni guidati da Guglielmo II di Sicilia. Nella battaglia di Demetritzes ottenne una vittoria schiacciante e decisiva, che pose fine alla minaccia normanna all'Impero.

### Ribellione e morte
Brana disprezzava il nuovo imperatore Isacco II Angelo e questo, unito ai suoi successi come generale e ai legami con la precedente dinastia imperiale dei Comneni, lo spinse ad aspirare al trono.
Nel 1187 Brana fu inviato a contrastare la ribellione dei Bulgari e dei Valacchi e Niceta Coniata lo elogiò per le sue gesta contro i ribelli. Questa volta, contrariamente alla sua fedeltà ad Anadronico I, si ribellò davvero; fu proclamato imperatore nella sua città natale, Adrianopoli, dove radunò le sue truppe e ottenne l'appoggio dei suoi parenti. Brana avanzò quindi su Costantinopoli, dove le sue truppe ottennero un primo successo contro l'esercito in difesa. Tuttavia, non riuscì a penetrare o aggirare le difese della città, né a soggiogare i difensori, e non riuscì a entrare con nessun mezzo. Le forze imperiali guidate da Corrado del Monferrato, cognato dell'Imperatore, effettuarono una sortita e le truppe di Brana cominciarono a cedere sotto la pressione della fanteria di Corrado, pesantemente equipaggiata. In risposta Brana attaccò personalmente Corrado, ma il suo colpo di lancia non provocò grandi danni. Corrado invece disarcionò Brana, colpendo con la sua lancia lo zigomo dell'elmo di Brana. Una volta a terra, Alessio Brana fu decapitato dai fanti di Corrado che lo sostenevano. Con il loro capo morto, l'esercito ribelle fuggì dal campo. La testa di Brana fu portata al palazzo imperiale, dove fu trattata come un pallone da calcio, e poi fu inviata alla moglie Anna, che (secondo lo storico Niceta Coniata) reagì coraggiosamente a quella vista scioccante.

## Discendenza
Fu probabilmente dopo la sua morte che suo figlio, Teodoro Brana, divenne l'amante della vedova imperatrice Anna (Agnese di Francia): i due stavano insieme dal 1193, secondo il cronista occidentale Alberico delle Tre Fontane. Teodoro fu nominato Cesare e nominato signore ereditario di Adrianopoli dall'Impero latino. Alessio Brana ebbe anche una figlia, probabilmente di nome Eudocia, che sposò Isacco Angelo, figlio del sebastocratore Giovanni Ducas.